# Rubidium
Rubidium är ett grundämne som tillhör gruppen alkalimetaller.

## Historia
Rubidium upptäcktes första gången av Robert Bunsen och Gustav Kirchhoff i Heidelberg 1861 genom att använda spektroskopi. På grund av de ljusa röda linjerna i strålningen valde de ett latinskt namn, rubidus, som har betydelsen mörkröd. Bunsen var även den förste att framställa metalliskt rubidium, vilket han gjorde genom reduktion av rubidiumklorid med kalium.

## Användning
Rubidium utnyttjas framför allt i oscillatorer till atomur (rubidiumbaserade oscillatorer är avsevärt billigare än cesiumbaserade men inte fullt så stabila) och vid datering av meteoriter. Rubidiumhalider har haft medicinsk användning mot depressioner och rubidiumklorid används som oktantalshöjare i bensin.
Alkalimetallerna, som har en ensam valenselektron, är av intresse för partikelfysiker eftersom de i detta liknar väte, som kan lösas med Schrödingerekvationen. Rubidium (i gasform) är ofta den praktiskt mest användbara alkalimetallen i sådana experiment.

## Förekomst och framställning
Rubidium är inte särskilt sällsynt men brukar sällan bilda egna mineral utan följer oftast kaliummineral. Man vet att ca 25 procent av alla rubidiumatomer är den radioaktiva isotopen 87Rb.  Denna isotop, som har en halveringstid på 47 miljarder år, sönderfaller i 87Sr och all 87Sr i universum har tillkommit på detta sätt. Eftersom solsystemet är mycket yngre finns det mesta 87Rb kvar. När en meteorit bildas stängs 87Rb in och det 87Sr som bildas likaså. Förhållandet mellan mängderna av de båda isotoperna ger således ett mått på meteoritens ålder.
Med halogenider bildar rubidium salterna rubidiumfluorid, rubidiumklorid och så vidare.
Metallen kan framställas genom reduktion av rubidiumklorid med kalcium under reducerat tryck vid ca 750 °C.